# Radicaal 108
Radicaal 108 is een van de 23 van de 214 Kangxi-radicalen dat bestaat uit vijf strepen.
In het Kangxi-woordenboek zijn er 129 karakters die dit radicaal gebruiken.

## Karakters met het radicaal 108
| Strepen | Karakter                      |
| ------- | ----------------------------- |
| + 0     | 皿                            |
| + 2     | 盀 盁                         |
| + 3     | 盂                            |
| + 4     | 盃 盄 盅 盆 盇 盈             |
| + 5     | 盉 益 盋 盌 盍 盎 盏 盐 监    |
| + 6     | 盒 盓 盔 盕 盖 盗 盘 盙 盚 盛 |
| + 7     | 盜                            |
| + 8     | 盝 盞 盟                      |
| + 9     | 盠 盡 盢 監                   |
| + 10    | 盤                            |
| + 11    | 盥 盦 盧                      |
| + 12    | 盨 盩 盪                      |
| + 13    | 盫 盬                         |
| + 15    | 盭                            |
| + 16    | 蘯                            |

Orakelbotkarakter
Bronskarakter
Groot zegelkarakter
Klein zegelkarakter